# The B-52's (album)
Albums de The B-52's
Wild Planet
(1980)
Singles
1. Rock Lobster
Sortie : Avril 1978
2. Planet Claire
Sortie : 6 juillet 1979
3. Dance This Mess Around
Sortie : 1979

The B-52's est le premier album studio du groupe éponyme américain. Il est sorti le 6 juillet 1979 sur le label Warner Bros. en Amérique du Nord et Island Records en Europe. Il a été produit par Chris Blackwell.

## Historique
Cet album fut enregistré fin 1978 - début 1979 aux Compass Point Studios de Nassau aux Bahamas. Trois singles en seront tirés, Rock Lobster (#1 au Canada), Planet Claire et Dance This Mess Around. Il comprend une reprise de la chanson Downtown popularisée par Petula Clark en 1964.
Aux États-Unis, l'album s'est classé 59e au Billboard 200. Dans les charts britanniques, il a atteint la 22e place et est resté classé pendant 12 semaines. En France, il atteindra la 20e place du classement des meilleures ventes de disques.
Le magazine Rolling Stone l'a rangé à la 152e place de son classement des « 500 plus grands albums de tous les temps ». Il fait partie des 1001 albums qu'il faut avoir écoutés dans sa vie.

## Liste des titres
| 1. | Planet Claire          | Henry Mancini, Fred Schneider, Keith Strickland | Peter Gunn Theme d'Henry Mancini | 4:35 |
| 2. | 52 Girls               | Jeremy Ayers, Ricky Wilson                      |                                  | 3:34 |
| 3. | Dance This Mess Around | The B-52's                                      |                                  | 4:36 |
| 4. | Rock Lobster           | Schneider, R. Wilson                            |                                  | 6:49 |

| 1. | Lava                                        | The B-52's                                | 4:54 |
| 2. | There's a Moon in the Sky (Called the Moon) | The B-52's                                | 4:54 |
| 3. | Hero Worship                                | Robert Waldrop, R. Wilson                 | 4:07 |
| 4. | 6060-842                                    | Pierson, Schneider, Strickland, R. Wilson | 2:48 |
| 5. | Downtown                                    | Tony Hatch                                | 2:57 |

## Musiciens
- Fred Schneider  : chant, piano (jouet), synthétiseur basse, talkie-walkie
- Kate Pierson  : orgue, guitare (52 Girls, Hero Workship), synthétiseur basse, chant
- Keith Strickland : percussions, batterie
- Cindy Wilson : guitare (There's a Moon in the Sky), bongos, tambourin, chant
- Ricky Wilson : guitare, alarme de fumée

## Charts et certifications
| Pays             | Durée du classement | Meilleur classement |
| ---------------- | ------------------- | ------------------- |
| Canada           | 41 semaines         | 14e                 |
| États-Unis       | 74 semaines         | 59e                 |
| France           | 8 semaines          | 20e                 |
| Nouvelle-Zélande | 48 semaines         | 3e                  |
| Royaume-Uni      | 22 semaines         | 12e                 |

| Pays             | Certification | Ventes      | Date       |
| ---------------- | ------------- | ----------- | ---------- |
| Canada           | Or            | 50 000 +    | 01/12/1979 |
| États-Unis       | Platine       | 1 000 000 + | 13/05/1986 |
| Nouvelle-Zélande | Platine       | 15 000 +    | 28/09/1980 |

### Charts Singles
| Date       | Single        | Chart              | durée du classement | Position |
| ---------- | ------------- | ------------------ | ------------------- | -------- |
| 24/05/1980 | Rock Lobster  | Hot 100            | 8 semaines          | 56e      |
| 24/05/1980 | Rock Lobster  | RPM Top Singles    | 22 semaines         | 1er      |
| 30/03/1980 | Rock Lobster  | RMNZ Singles Top40 | 2 semaines          | 38e      |
| 18/08/1979 | Rock Lobster  | UK Singles Chart   | 5 semaines          | 37e      |
| 27/07/1980 | Planet Claire | RMNZ Singles Top40 | 6 semaines          | 35e      |